# Merogomphus torpens
Merogomphus torpens är en trollsländeart som först beskrevs av James George Needham 1930.  Merogomphus torpens ingår i släktet Merogomphus och familjen flodtrollsländor. Inga underarter finns listade i Catalogue of Life.